# Karl Gander

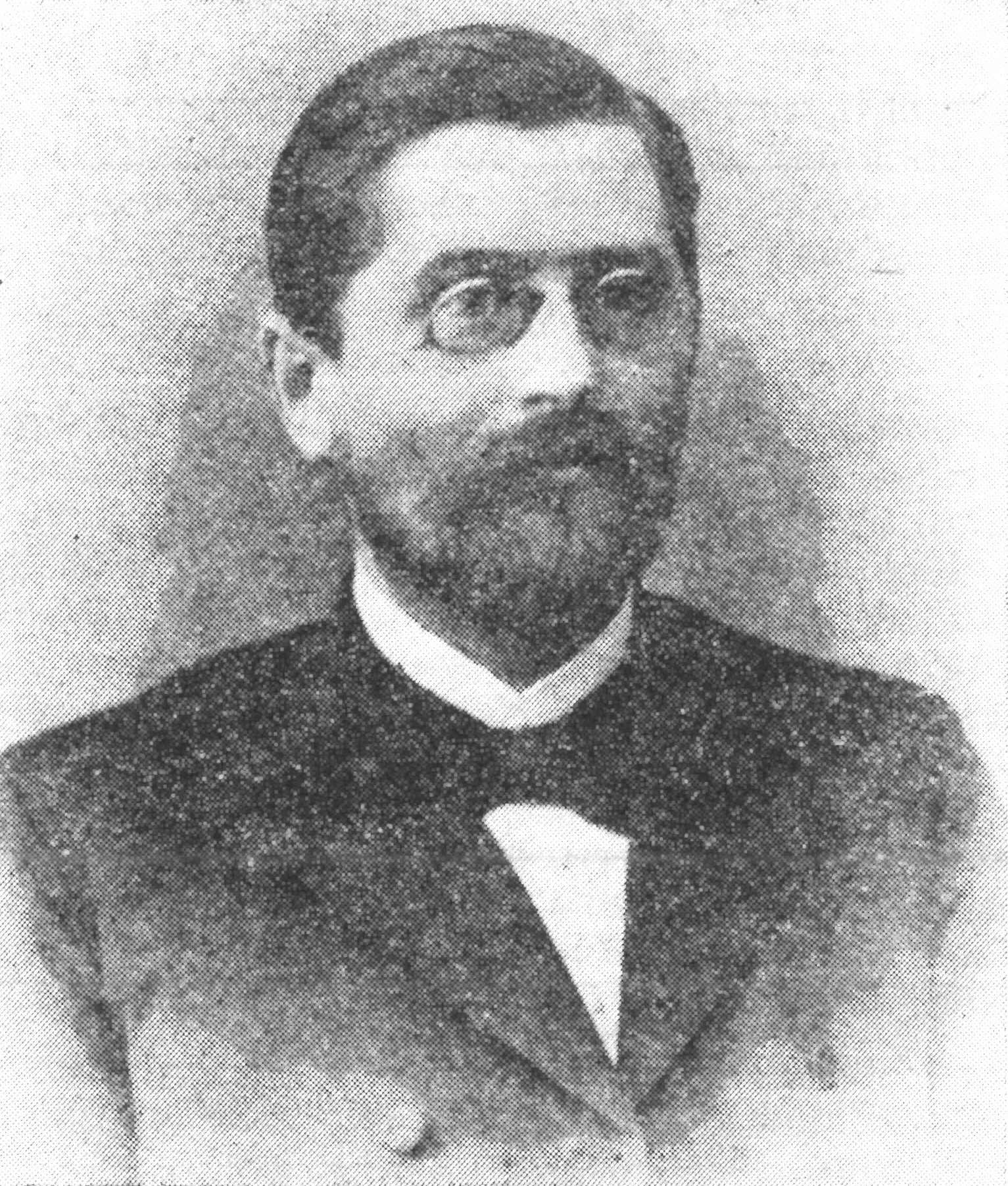
Karl Gander

Johann Friedrich Carl Gander (meist Karl Gander; * 19. Mai 1855 in Coschen, heute zu Neißemünde; † 12. März 1945 in Passau) war ein deutscher Lehrer und Heimatforscher.

## Leben und Werk
Karl Gander war der Sohn des Kleinbauern Johann Gottfried Gander (* 1818) und dessen Frau Johanne Karoline geborene Bahro. Er besuchte von 1872 bis 1875 das Lehrerseminar in Neuzelle. Von 1876 bis 1914 war er als Lehrer in Guben tätig. Seit deren Gründung 1884 war er Mitglied der Niederlausitzer Gesellschaft für Anthropologie und Altertumskunde und von 1916 bis 1930 deren Vorsitzender. Sein Hauptwerk ist die Geschichte der Stadt Guben, die er 1925 unter Benutzung der Vorarbeiten von Hugo Jentsch publizierte.
In Guben ist eine Straße nach ihm benannt.

## Werke
- Niederlausitzer Volkssagen vornehmlich aus dem Stadt- und Landkreise Guben. Deutsche Schriftsteller-Genossenschaft, Berlin 1894. Digitalisat; Nachdruck: Olms, Hildesheim und New York 1977, ISBN 3-487-06271-2. Teil-Digitalisat
- Führer durch Guben und Umgebung. A. Koenig, Guben 1900, auch Koenig, Guben 1914; Nachdruck: Andreas Peter, Guben [1998] (Guben – Perle der Lausitz, ISBN 3-935881-01-0)
- Die Tuchmacherfamilie Lehmann in Guben. Ein Beitrag zur Bürger- und Wirtschaftsgeschichte der Stadt. [R. Hefter], [Bad Homburg] 1967
- Geschichte der Stadt Guben. Koenig, Guben 1925; Nachdruck: Institut für Städtegeschichte der Westfälischen Wilhelms-Universität, Münster 1980, ISBN 3-921616-69-7; 4. Auflage, Niederlausitzer Verlag, Guben 2009, ISBN 978-3-935881-63-0